# Algèbre de Lie semi-simple
En mathématiques, une algèbre de Lie est dite semi-simple si elle est somme directe d'algèbres de Lie simples. Rappelons qu'une algèbre de Lie simple est une algèbre de Lie de centre nul sans aucun idéal propre non trivial.
Dans cet article, sauf indication contraire, une algèbre de Lie est une algèbre de Lie de dimension finie sur un corps de caractéristique 0. Pour une telle algèbre de Lie {\displaystyle {\mathfrak {g}}} non nulle, les conditions suivantes sont équivalentes :
- {\displaystyle {\mathfrak {g}}} est semi-simple ;
- la forme de Killing, {\displaystyle \kappa (x,y)=\mathrm {tr} (\mathrm {ad} (x)\mathrm {ad} (y)),}, est non dégénérée ;
- {\displaystyle {\mathfrak {g}}} n'a pas d'idéaux abéliens non nuls ;
- {\displaystyle {\mathfrak {g}}} n'a pas d'idéaux résoluble non nuls ;
- le radical (idéal maximal résoluble) de {\displaystyle {\mathfrak {g}}} est nul.

## Usage et importance de la semi-simplicité
L'importance de la semi-simplicité vient tout d'abord de la décomposition de Levi, qui énonce que toute algèbre de Lie de dimension finie est le produit semi-direct d'un idéal résoluble (son radical) et d'une algèbre semi-simple. En particulier, il n’existe pas d’algèbre de Lie non nulle qui soit à la fois résoluble et semi-simple.
Les algèbres de Lie semi-simples ont une classification très élégante, en contraste avec les algèbres de Lie résolubles (en). Les algèbres de Lie semi-simples sur un corps algébriquement clos de caractéristique nulle sont complètement classées par leur système de racines. Les algèbres semi-simples sur des corps généraux peuvent être comprises en termes de celles sur la clôture algébrique, bien que la classification soit plus complexe ; voir forme réelle pour le cas des algèbres de Lie semi-simples réelles, classées par Élie Cartan.
De plus, la théorie de la représentation des algèbres de Lie semi-simples est beaucoup plus simple que celle des algèbres de Lie générales. Par exemple, la décomposition de Jordan dans une algèbre de Lie semi-simple coïncide avec la décomposition de Jordan dans toute représentation de dimension finie ; ce n'est pas le cas des algèbres de Lie en général.
Si {\displaystyle {\mathfrak {g}}} est semi-simple, alors {\displaystyle {\mathfrak {g}}=[{\mathfrak {g}},{\mathfrak {g}}]}. En particulier, chaque algèbre de Lie semi-simple linéaire est une sous-algèbre de {\displaystyle {\mathfrak {sl}}}. L'étude de la structure de {\displaystyle {\mathfrak {sl}}} constitue une partie importante de la théorie des représentations pour les algèbres de Lie semi-simples.

## Historique
Les algèbres de Lie semi-simples sur les nombres complexes ont été classées pour la première fois par Wilhelm Killing (1888-1890), bien que sa preuve manquait de rigueur. Sa preuve a été rendue rigoureuse par Élie Cartan (1894) dans sa thèse de doctorat. Ce travail classifie également les algèbres de Lie semi-simples réelles. Cela a ensuite été affiné et la classification actuelle par diagrammes de Dynkin a été donnée par Eugene Dynkin, alors âgé de 22 ans, en 1947. Quelques modifications ont été apportées (notamment par J.-P. Serre), mais la preuve reste inchangée dans l'essentiel et peut être trouvée dans n'importe quelle référence standard, comme (Humphreys 1972). .

## Propriétés
- Tout idéal, quotient et produit des algèbres de Lie semi-simples est à nouveau semi-simple[1].
- Le centre d'une algèbre de Lie semi-simple {\displaystyle {\mathfrak {g}}} est trivial (puisque le centre est un idéal abélien). En d’autres termes, la représentation adjointe {\displaystyle \operatorname {ad} } est injective. De plus, l’image s’avère être {\displaystyle \operatorname {Der} ({\mathfrak {g}})} l'ensemble des dérivations sur {\displaystyle {\mathfrak {g}}}. Ainsi, {\displaystyle \operatorname {ad} :{\mathfrak {g}}{\overset {\sim }{\to }}\operatorname {Der} ({\mathfrak {g}})} est un isomorphisme[2] (Il s'agit d'un cas particulier du lemme de Whitehead.)
- Comme la représentation adjointe est injective, une algèbre de Lie semi-simple est une algèbre de Lie linéaire. Cela peut conduire à une certaine ambiguïté, car toute algèbre de Lie est déjà linéaire par rapport à un autre espace vectoriel (selon le théorème d'Ado), mais pas nécessairement via la représentation adjointe. En pratique, une telle ambiguïté se produit rarement.
- Si {\displaystyle {\mathfrak {g}}} est une algèbre de Lie semi-simple, alors {\displaystyle {\mathfrak {g}}=[{\mathfrak {g}},{\mathfrak {g}}]} (car {\displaystyle {\mathfrak {g}}/[{\mathfrak {g}},{\mathfrak {g}}]} est une algèbre de Lie semi-simple et abélienne)[3].
- Une algèbre de Lie de dimension finie {\displaystyle {\mathfrak {g}}} sur un corps k de caractéristique nulle est semi-simple si et seulement si l'extension de base {\displaystyle {\mathfrak {g}}\otimes _{k}F} est semi-simple pour toute extension de corps {\displaystyle F\supset k}[4]. Ainsi, par exemple, une algèbre de Lie réelle de dimension finie est semi-simple si et seulement si sa complexification est semi-simple.

## Décomposition de Jordan
Tout endomorphisme x d'un espace vectoriel de dimension finie sur un corps de caractéristique nulle peut être décomposé de manière unique en une partie semi-simple (c'est-à-dire diagonalisable sur sa clôture algébrique) et nilpotente
{\displaystyle x=s+n\ }
tel que {\displaystyle [s,n]=0}. De plus, s et n sont des polynômes en x. Il s'agit de la décomposition de Jordan de x.
Ce qui précède s'applique à la représentation adjointe {\displaystyle \operatorname {ad} } d'une algèbre de Lie semi-simple {\displaystyle {\mathfrak {g}}}. Un élément x de {\displaystyle {\mathfrak {g}}} est dit semi-simple (resp. nilpotent) si {\displaystyle \operatorname {ad} (x)} est un opérateur semi-simple (resp. nilpotent). Si {\displaystyle x\in {\mathfrak {g}}}, alors la décomposition abstraite de Jordan indique que x peut s'écrire de manière unique comme :
{\displaystyle x=s+n}
ave {\displaystyle s} semi-simple, et {\displaystyle n} nilpotent ainsi que {\displaystyle [s,n]=0}. De plus, si {\displaystyle y\in {\mathfrak {g}}} commute avec x, il commute aussi avec {\displaystyle s,n}.
Les facteurs de décomposition abstraits de Jordan à travers toute représentation de {\displaystyle {\mathfrak {g}}} dans le sens où, étant donné toute représentation ρ,
{\displaystyle \rho (x)=\rho (s)+\rho (n)\,}
coincide à  la décomposition de Jordan de {\displaystyle \rho (X)} au sens usuel. (C'est un corollaire du théorème de réductibilité complète de Weyl.)

## Structure
Soit {\displaystyle {\mathfrak {g}}} une algèbre de Lie semi-simple (de dimension finie) sur un corps algébriquement clos de caractéristique nulle. La structure de {\displaystyle {\mathfrak {g}}} peut être décrit par une action adjointe d'une certaine sous-algèbre sur {\displaystyle {\mathfrak {g}}}, une sous-algèbre de Cartan. Par définition, une sous-algèbre de Cartan (également appelée sous-algèbre torale maximale) {\displaystyle {\mathfrak {h}}} de {\displaystyle {\mathfrak {g}}} est une sous-algèbre maximale telle que, pour chaque {\displaystyle h\in {\mathfrak {h}}}, {\displaystyle \operatorname {ad} (h)} est diagonalisable. Il s'avère que {\displaystyle {\mathfrak {h}}} est abélienne et donc tous les opérateurs de {\displaystyle \operatorname {ad} ({\mathfrak {h}})} sont simultanément diagonalisables. Pour chaque forme linéaire {\displaystyle \alpha } de {\displaystyle {\mathfrak {h}}}, on pose
{\displaystyle {\mathfrak {g}}_{\alpha }=\{x\in {\mathfrak {g}}|\operatorname {ad} (h)x:=[h,x]=\alpha (h)x\,{\text{ pour tout }}h\in {\mathfrak {h}}\}}

(Noter que {\displaystyle {\mathfrak {g}}_{0}} est le centralisateur de {\displaystyle {\mathfrak {h}}}.) Alors, on a la décomposition suivante (décomposition en espace de poids) :
Décomposition en espaces de racines —  Soit une sous-algèbre de Cartan {\displaystyle {\mathfrak {h}}}, alors {\displaystyle {\mathfrak {g}}_{0}={\mathfrak {h}}} et il existe une unique décomposition (comme {\displaystyle {\mathfrak {h}}}-module):
{\displaystyle {\mathfrak {g}}={\mathfrak {h}}\oplus \bigoplus _{\alpha \in \Phi }{\mathfrak {g}}_{\alpha }}
où {\displaystyle \Phi } est l'ensemble des formes linéaires non-nulles {\displaystyle \alpha } de {\displaystyle {\mathfrak {h}}} telles que {\displaystyle {\mathfrak {g}}_{\alpha }\neq \{0\}}. De plus, pour tout {\displaystyle \alpha ,\beta \in \Phi },
- {\displaystyle [{\mathfrak {g}}_{\alpha },{\mathfrak {g}}_{\beta }]\subseteq {\mathfrak {g}}_{\alpha +\beta }}, qui est une égalité si {\displaystyle \alpha +\beta \neq 0}.
- {\displaystyle [{\mathfrak {g}}_{\alpha },{\mathfrak {g}}_{-\alpha }]\oplus {\mathfrak {g}}_{-\alpha }\oplus {\mathfrak {g}}_{\alpha }\simeq {\mathfrak {sl}}_{2}} en tant qu'algèbre de Lie.
- {\displaystyle \dim {\mathfrak {g}}_{\alpha }=1}; en particulier, {\displaystyle \dim {\mathfrak {g}}=\dim {\mathfrak {h}}+\#\Phi }.
- {\displaystyle {\mathfrak {g}}_{2\alpha }=\{0\}}; c'est-à-dire, {\displaystyle 2\alpha \not \in \Phi }.
- Avec {\displaystyle \kappa } la forme de Killing, {\displaystyle {\mathfrak {g}}_{\alpha },{\mathfrak {g}}_{\beta }} sont orthogonaux entre eux su {\displaystyle \alpha +\beta \neq 0}; la restriction de {\displaystyle \kappa } à {\displaystyle {\mathfrak {h}}} est non-dégénérée.

(La difficulté est de montrer {\displaystyle \dim {\mathfrak {g}}_{\alpha }=1}. Les preuves standards utilisent toutes certains faits sur la théorie des représentations de {\displaystyle {\mathfrak {sl}}_{2}} ; par exemple, Serre utilise le fait qu'un {\displaystyle {\mathfrak {sl}}_{2}}-module avec un élément primitif de poids négatif est de dimension infinie, contredisant {\displaystyle \dim {\mathfrak {g}}<\infty }.)
Soient {\displaystyle h_{\alpha }\in {\mathfrak {h}},e_{\alpha }\in {\mathfrak {g}}_{\alpha },f_{\alpha }\in {\mathfrak {g}}_{-\alpha }} avec les relations de commutation {\displaystyle [e_{\alpha },f_{\alpha }]=h_{\alpha },[h_{\alpha },e_{\alpha }]=2e_{\alpha },[h_{\alpha },f_{\alpha }]=-2f_{\alpha }}.

Les éléments de {\displaystyle \Phi } sont appelées les racines de {\displaystyle {\mathfrak {g}}} relatif à {\displaystyle {\mathfrak {h}}}. Les racines génèrent {\displaystyle {\mathfrak {h}}^{*}} (puisque si {\displaystyle \alpha (h)=0,\alpha \in \Phi }, alors {\displaystyle \operatorname {ad} (h)} est l'opérateur nul ; donc {\displaystyle h} est inclus dans le centre, qui est nul.) De plus, d'après la théorie de la représentation de {\displaystyle {\mathfrak {sl}}_{2}}, on en déduit les symétries et propriétés rationnelles suivantes de {\displaystyle \Phi } : pour chaque {\displaystyle \alpha ,\beta \in \Phi },
- L'endomorphisme
{\displaystyle s_{\alpha }:{\mathfrak {h}}^{*}\to {\mathfrak {h}}^{*},\,\gamma \mapsto \gamma -\gamma (h_{\alpha })\alpha }
laisse {\displaystyle \Phi } invariant (i.e., {\displaystyle s_{\alpha }(\Phi )\subset \Phi }).
- {\displaystyle \beta (h_{\alpha })} est un entier.

Noter que {\displaystyle s_{\alpha }} vérifie (1) {\displaystyle s_{\alpha }(\alpha )=-\alpha } et (2) l'ensemble des points fixes est {\displaystyle \{\gamma \in {\mathfrak {h}}^{*}|\gamma (h_{\alpha })=0\}}, ce qui signifie que {\displaystyle s_{\alpha }} est la réflexion par rapport à l'hyperplan correspondant à {\displaystyle \alpha }. Ce qui précède montre que {\displaystyle \Phi } est un système de racines.
Il découle de la théorie générale d'un système de racines que {\displaystyle \Phi } admet une base {\displaystyle \alpha _{1},\dots ,\alpha _{l}} de {\displaystyle {\mathfrak {h}}^{*}} tel que chaque racine est une combinaison linéaire de {\displaystyle \alpha _{1},\dots ,\alpha _{l}} à coefficients entiers de même signe ; les racines {\displaystyle \alpha _{i}} sont appelées racines simples. Soient {\displaystyle e_{i}=e_{\alpha _{i}}}, etc. Alors, les {\displaystyle 3l} éléments {\displaystyle e_{i},f_{i},h_{i}} (appelés générateurs de Chevalley) génèrent {\displaystyle {\mathfrak {g}}} en tant qu'algèbre de Lie. De plus, ils satisfont les relations (appelées relations de Serre) :
{\displaystyle [h_{i},h_{j}]=0,}
{\displaystyle [e_{i},f_{i}]=h_{i},[e_{i},f_{j}]=0,i\neq j,}
{\displaystyle [h_{i},e_{j}]=a_{ij}e_{j},[h_{i},f_{j}]=-a_{ij}f_{j},}
{\displaystyle \operatorname {ad} (e_{i})^{-a_{ij}+1}(e_{j})=\operatorname {ad} (f_{i})^{-a_{ij}+1}(f_{j})=0,i\neq j}
où {\displaystyle a_{ij}=\alpha _{j}(h_{i})}. La réciproque est vraie : l'algèbre de Lie générée par les générateurs et les relations comme ci-dessus est une algèbre de Lie semi-simple (de dimension finie) qui a la décomposition relative à {\displaystyle \Phi } ci-dessus (à condition que {\displaystyle [a_{ij}]_{1\leq i,j\leq l}} soit une matrice de Cartan) ; c'est un théorème de Serre. En particulier, deux algèbres de Lie semi-simples sont isomorphes si elles ont le même système de racines.
La nature axiomatique d'un système de racines et du théorème de Serre montre que l'on peut énumérer tous les systèmes de racines possibles ; par conséquent, toutes les algèbres de Lie semi-simples possibles" (de dimension finie sur un corpsc algébriquement clos de caractéristique zéro).
Le groupe de Weyl est le groupe des transformations linéaires de {\displaystyle {\mathfrak {h}}^{*}\simeq {\mathfrak {h}}} généré par les {\displaystyle s_{\alpha }}. Le groupe de Weyl est une symétrie importante du problème ; par exemple, les poids de toute représentation de dimension finie de {\displaystyle {\mathfrak {g}}} sont invariants sous le groupe de Weyl.

## Exemple de décomposition de l'espace racine danssln(C){\displaystyle {\mathfrak {sl}}_{n}(\mathbb {C} )}
Soit {\displaystyle {\mathfrak {g}}={\mathfrak {sl}}_{n}(\mathbb {C} )} et la sous-algèbre de Cartan {\displaystyle {\mathfrak {h}}} de matrices diagonales, posons {\displaystyle \lambda _{i}\in {\mathfrak {h}}^{*}}
{\displaystyle \lambda _{i}(d(a_{1},\ldots ,a_{n}))=a_{i}} ,
où {\displaystyle d(a_{1},\ldots ,a_{n})} désigne la matrice diagonale avec {\displaystyle a_{1},\ldots ,a_{n}} sur la diagonale. Alors la décomposition est donnée par
{\displaystyle {\mathfrak {g}}={\mathfrak {h}}\oplus \left(\bigoplus _{i\neq j}{\mathfrak {g}}_{\lambda _{i}-\lambda _{j}}\right)}
où
{\displaystyle {\mathfrak {g}}_{\lambda _{i}-\lambda _{j}}={\text{Vect}}_{\mathbb {C} }(e_{ij})}
Cette décomposition de {\displaystyle {\mathfrak {g}}} a le système de racines associé:
{\displaystyle \Phi =\{\lambda _{i}-\lambda _{j}:i\neq j\}}

## Exemples
Comme indiqué plus haut, les algèbres de Lie semi-simples sur {\displaystyle \mathbb {C} } (ou plus généralement un corpsc algébriquement clos de caractéristique zéro) sont classés par le système de racines associé à leurs sous-algèbres de Cartan, et les systèmes de racines, à leur tour, sont classés par leurs diagrammes de Dynkin. Des exemples d'algèbres de Lie semi-simples, les algèbres de Lie classiques sont :
- {\displaystyle A_{n}:}{\displaystyle {\mathfrak {sl}}_{n+1}}, l'algèbre de Lie spéciale linéaire.
- {\displaystyle B_{n}:}{\displaystyle {\mathfrak {so}}_{2n+1}}, l'algèbre de Lie orthogonale spéciale de dimension impaire.
- {\displaystyle C_{n}:}{\displaystyle {\mathfrak {sp}}_{2n}}, l'algèbre de Lie symplectique.
- {\displaystyle D_{n}:}{\displaystyle {\mathfrak {so}}_{2n}}, l'algèbre de Lie spéciale orthogonale de dimension paire ({\displaystyle n>1}).

La restriction {\displaystyle n>1} dans le {\displaystyle D_{n}} la famille est nécessaire car {\displaystyle {\mathfrak {so}}_{2}} est unidimensionnel et commutatif et donc non semi-simple.
Ces algèbres de Lie sont numérotées de telle sorte que n corresponde au rang. Presque toutes ces algèbres de Lie semi-simples sont en réalité simples et les membres de ces familles sont presque tous distincts, à l'exception de quelques isomorphismes de petit rang. Par exemple {\displaystyle {\mathfrak {so}}_{4}\cong {\mathfrak {so}}_{3}\oplus {\mathfrak {so}}_{3}} et {\displaystyle {\mathfrak {sp}}_{2}\cong {\mathfrak {so}}_{5}}. Ces quatre familles, ainsi que cinq exceptions (E6, E7, E8, F4 et G2), sont en fait les seules algèbres de Lie simples sur les nombres complexes.

## Théorie de la représentation des algèbres de Lie semi-simples
Soit {\displaystyle {\mathfrak {g}}} une algèbre de Lie semi-simple (de dimension finie) sur un corps algébriquement clos de caractéristique zéro. Puis, comme le théorème de structure, {\textstyle {\mathfrak {g}}={\mathfrak {h}}\oplus \bigoplus _{\alpha \in \Phi }{\mathfrak {g}}_{\alpha }} où {\displaystyle \Phi } est le système de racines. Une racine {\displaystyle \alpha } de {\displaystyle \Phi } est dite positive et est notée {\displaystyle \alpha >0} s'il s'agit d'une combinaison linéaire des racines simples avec des coefficients entiers positifs. Soit {\textstyle {\mathfrak {b}}={\mathfrak {h}}\oplus \bigoplus _{\alpha >0}{\mathfrak {g}}_{\alpha }}, qui est une sous-algèbre maximale résoluble de {\displaystyle {\mathfrak {g}}}, la sous-algèbre de Borel.
Soit V un {\displaystyle {\mathfrak {g}}}-module simple (éventuellement de dimension infinie). Si V admet un vecteur de {\displaystyle {\mathfrak {b}}}-poids {\displaystyle v_{0}}, alors il est unique à un coefficient multiplicatif près et est appelé le vecteur de poids le plus élevé de V. C'est aussi un {\displaystyle {\mathfrak {h}}}-vecteur de V. Les faits fondamentaux mais non triviaux sont (1) pour chaque fonction linéaire {\displaystyle \mu \in {\mathfrak {h}}^{*}}, il existe un simple {\displaystyle {\mathfrak {g}}}-module {\displaystyle V^{\mu }} ayant {\displaystyle \mu } comme poids le plus élevé et (2) deux modules simples ayant le même poids le plus élevé sont isomorphes.
On s’intéresse souvent aux {\displaystyle {\mathfrak {g}}}-modules simples de dimension finie (une représentation irréductible de dimension finie). Le critère suivant répond alors à ce besoin : soit la chambre de Weyl positive {\displaystyle C\subset {\mathfrak {h}}^{*}} : le cône convexe {\displaystyle C=\{\mu \in {\mathfrak {h}}^{*}|\mu (h_{\alpha })\geq 0,\alpha \in \Phi >0\}} où {\displaystyle h_{\alpha }\in [{\mathfrak {g}}_{\alpha },{\mathfrak {g}}_{-\alpha }]} est l'unique vecteur tel que {\displaystyle \alpha (h_{\alpha })=2} . Le critère s'écrit alors:
- {\displaystyle \dim V^{\mu }<\infty } si et seulement si, pour chaque racine positive {\displaystyle \alpha >0}, (1) {\displaystyle \mu (h_{\alpha })} est un entier et (2) {\displaystyle \mu } appartient à {\displaystyle C}.

Une forme linéaire {\displaystyle \mu } satisfaisant les conditions équivalentes ci-dessus est appelé un poids intégral dominant. Par conséquent, il existe une bijection entre les poids intégraux dominants et les classes d’équivalence des {\displaystyle {\mathfrak {g}}}-modules simples de dimension finie, résultat connu sous le nom du théorème du poids le plus élevé. Le caractère d'un module simple de dimension finie est calculé par la formule des caractères de Weyl.
Un théorème dû à Weyl dit que, sur un corps de caractéristique nulle, tout module de dimension finie d'une algèbre de Lie semi-simple {\displaystyle {\mathfrak {g}}} est complètement réductible ; c'est-à-dire que c'est une somme directe de {\displaystyle {\mathfrak {g}}}-modules simples. Par conséquent, les résultats ci-dessus s’appliquent alors aux représentations de dimension finie d’une algèbre de Lie semi-simple.

## Généralisations
Les algèbres de Lie semi-simples admettent certaines généralisations. Premièrement, de nombreuses affirmations vraies pour les algèbres de Lie semi-simples sont vraies pour les algèbres de Lie réductives. Abstraitement, une algèbre de Lie réductrice est une algèbre dont la représentation adjointe est complètement réductible ; concrètement, une algèbre de Lie réductive est une somme directe d'une algèbre de Lie semi-simple et d'une algèbre de Lie abélienne ; Par exemple, {\displaystyle {\mathfrak {sl}}_{n}} est semi-simple, et {\displaystyle {\mathfrak {gl}}_{n}} est réductive. De nombreuses propriétés des algèbres de Lie semi-simples dépendent uniquement de la réductibilité.
De nombreuses propriétés des algèbres de Lie complexes semi-simples/réductives sont vraies non seulement pour les algèbres de Lie semi-simples/réductives sur des corps algébriquement clos, mais plus généralement pour les algèbres de Lie semi-simples/réductrices scindée sur d'autres corps. Dans (Bourbaki 2005), par exemple, sont classées les représentations des algèbres de Lie semi-simples/réductives scindées.

## Groupes semi-simples et réductifs
Un groupe de Lie connexe est dit semi-simple si son algèbre de Lie est une algèbre de Lie semi-simple. On l'appelle réductif si son algèbre de Lie est une somme directe d'algèbres de Lie simples et triviales (unidimensionnelles). Les groupes réductifs apparaissent naturellement comme symétries d'un certain nombre d'objets mathématiques en algèbre, en géométrie et en physique. Par exemple, le groupe {\displaystyle GL_{n}(\mathbb {R} )} des symétries d'un espace vectoriel réel à n dimensions (de manière équivalente, le groupe des matrices inversibles) est réductif.